# SENT
Il protocollo di comunicazione SAE J2716 SENT (Single Edge Nibble Transmission) è un metodo per la trasmissione di segnali punto-punto da un sensore a un sistema di controllo. È stato pensato per trasmettere dati ad alta risoluzione con un costo complessivo del sistema inferiore a quello di altre soluzioni di trasmissione seriale usate tipicamente nel settore automobilistico, come LIN e CAN.

## Hardware
Il protocollo SENT prevede la trasmissione seriale asincrona unidirezionale utilizzando tre fili: una linea di segnale (stato basso < 0,5 V, stato alto > 4,1 V), una linea di alimentazione (5 V) e una linea di massa.

## Software
I dati vengono trasmessi in unità composte da 4 bit (1 nibble) delimitate dall'intervallo tra due fronti di discesa. La distanza tra due fronti di discesa rappresenta il valore del nibble, da 0 a 15. Il tempo totale di trasmissione dipende dal valore dei dati trasmessi e dal valore della frequenza di clock del trasmettitore (sensore). Un messaggio SENT è lungo 32 bit (8 nibble) ed è composto dai seguenti componenti: 24 bit di dati del segnale (6 nibble) che rappresentano il valore di 2 canali di misura da 3 nibble ciascuno (come pressione e temperatura), 4 bit (1 nibble) per il codice di rilevamento errori CRC, 4 bit (1 nibble) di informazioni di stato sulla comunicazione. Opzionalmente, i dati possono essere trasferiti in messaggi da 20 bit (5 nibble) composti da un singolo valore di misura a 12 bit (3 nibble), un codice di controllo degli errori CRC (1 nibble) e un campo a 4 bit (1 nibble) dedicato allo stato della comunicazione.
L'immagine sottostante mostra il segnale SENT descritto precedentemente. In questo caso è stato utilizzato un impulso di pausa (Pause Pulse). L'impulso di pausa serve a compensare la lunghezza variabile dei messaggi.